# 邁克爾·波頓
麥可·伯恩特（英語：Michael Bolton，本姓：Bolotin，1953年2月26日—），美國著名創作歌手，1975年出道，曾經醉心搖滾曲風，專輯總累計銷售量達7.5千萬張，多次贏得全美音樂獎及葛萊美獎等殊榮。

## 早年生活
麥可本姓「Bolotin」，生於一個猶太家庭，雙親在他年幼時已經分開，他的祖父母及外祖父母都是來自俄羅斯的移民。

## 外部連結
- 官方网站
- Michael Bolton Charities （页面存档备份，存于）
- Michael Bolton 2006 interview （页面存档备份，存于） at I Like Music
- 邁克爾·波頓在互联网电影资料库（IMDb）上的資料（英文）